# 池田道夫
池田 道夫（いけだ みちお、1925年12月5日 - 2022年9月1日）は、京都府出身の日本画家。日本美術展覧会(日展)の評議員。父は文化勲章受章者の日本画家・池田遙邨。長男は日展会員（洋画）の池田良則。

## 略歴
京都府出身。京都市立絵画専門学校（現・京都市立芸術大学）卒業。日展を中心に活動した。岡山大学非常勤講師も務めた。
父・遙邨が主宰した日本画画塾・青塔社を没後に引き継ぎ、主幹として後進の指導にあたった。
2022年9月1日、老衰のため京都市左京区の自宅で死去、96歳。

## 主な受賞歴
- 1957年 第13回日展 「静物」 特選・白寿賞[5]
- 1960年 改組第3回日展 「卓上静物」 特選・白寿賞[5]
- 1965年 改組第8回日展 「黒い卓上」 菊華賞[3]
- 1968年 日展会員推挙
- 1991年 京都府文化功労賞[5][4]

## 主な作品
- 「琵琶湖朝輝」 - 滋賀県立近代美術館[6]
- 「暮色」 - 日展[7]
- 「頌朝」 - 倉敷市立美術館[8]